# Northeast Grand Prix 2023
Navigation
Édition précédente Édition suivante
La 32e édition du Northeast Grand Prix 2023 (officiellement appelé le 2023 FCP Euro Northeast Grand Prix) a été une course de voitures de sport organisée sur le Lime Rock Park en Connecticut, aux États-Unis, qui s'est déroulée du 21 juillet 2023 au 22 juillet 2023. Il s'agissait de la septième manche du championnat WeatherTech SportsCar Championship 2023 et seuls les catégories GTD Pro et GTD de voitures du championnat ont participé à la course.

## Circuit
Le Lime Rock Park est un circuit naturel de sports mécaniques situé à Lime Rock dans le Connecticut aux États-Unis.
Lime Rock est unique parmi les circuits américains professionnels car c'est le seul qui ne possède pas de tribunes ou de gradins. De petites collines à l'intérieur et à l'extérieur de la piste permettent aux spectateurs une bonne visibilité de la piste. Il y règne une atmosphère de pique-nique grâce à l'environnement alentour semblable à un parc. En 2009, le circuit a été inscrit au Registre national des lieux historiques.
Lime Rock Park est un circuit rapide et fluide avec une seule vraie zone de freinage, située dans le virage 1, appelée Big Bend. Le rythme, le dynamisme et la connaissance du circuit sont les clés pour réaliser un tour rapide.

## Course

### Classement de la course
Voici le classement officiel au terme de la course.
- Les vainqueurs de chaque catégorie sont signalés par un fond jauni.

| Pos | Classe  | no | Écurie                                      | Pilotes                                | Châssis                                 | Tours | Temps              |
| --- | ------- | -- | ------------------------------------------- | -------------------------------------- | --------------------------------------- | ----- | ------------------ |
| Pos | Classe  | no | Écurie                                      | Pilotes                                | Moteur                                  | Tours | Temps              |
| 1   | GTD Pro | 23 | Heart of Racing Team                        | Ross Gunn (en) Alex Riberas            | Aston Martin Vantage AMR GT3            | 168   | 2 h 40 min 25 s371 |
| 1   | GTD Pro | 23 | Heart of Racing Team                        | Ross Gunn (en) Alex Riberas            | Aston Martin 4,0 L V8 Turbo             | 168   | 2 h 40 min 25 s371 |
| 2   | GTD Pro | 14 | Vasser Sullivan                             | Ben Barnicoat Jack Hawksworth          | Lexus RC F GT3                          | 168   | + 0 s 336          |
| 2   | GTD Pro | 14 | Vasser Sullivan                             | Ben Barnicoat Jack Hawksworth          | Toyota 2UR 5,0 L V8 Atmo                | 168   | + 0 s 336          |
| 3   | GTD Pro | 9  | Pfaff Motorsports                           | Klaus Bachler Patrick Pilet            | Porsche 911 GT3 R                       | 168   | + 0 s 859          |
| 3   | GTD Pro | 9  | Pfaff Motorsports                           | Klaus Bachler Patrick Pilet            | Porsche 4,2 L Flat Six Atmo             | 168   | + 0 s 859          |
| 4   | GTD Pro | 3  | Corvette Racing                             | Antonio García Jordan Taylor           | Chevrolet Corvette C8.R GTD             | 168   | + 1 s 138          |
| 4   | GTD Pro | 3  | Corvette Racing                             | Antonio García Jordan Taylor           | Chevrolet 5,5 L V8 Atmo                 | 168   | + 1 s 138          |
| 5   | GTD     | 27 | Heart of Racing Team                        | Roman De Angelis (en) Marco Sørensen   | Aston Martin Vantage AMR GT3            | 168   | + 14 s 443         |
| 5   | GTD     | 27 | Heart of Racing Team                        | Roman De Angelis (en) Marco Sørensen   | Aston Martin 4,0 L V8 Turbo             | 168   | + 14 s 443         |
| 6   | GTD     | 92 | Kellymoss avec Riley                        | Julien Andlauer Alec Udell (en)        | Porsche 911 GT3 R                       | 168   | + 14 s 998         |
| 6   | GTD     | 92 | Kellymoss avec Riley                        | Julien Andlauer Alec Udell (en)        | Porsche 4,2 L Flat Six Atmo             | 168   | + 14 s 998         |
| 7   | GTD     | 77 | Wright Motorsports                          | Alan Brynjolfsson Trent Hindman        | Porsche 911 GT3 R                       | 168   | + 15 s 451         |
| 7   | GTD     | 77 | Wright Motorsports                          | Alan Brynjolfsson Trent Hindman        | Porsche 4,2 L Flat Six Atmo             | 168   | + 15 s 451         |
| 8   | GTD     | 96 | Turner Motorsport                           | Robby Foley Patrick Gallagher (en)     | BMW M4 GT3                              | 168   | + 17 s 228         |
| 8   | GTD     | 96 | Turner Motorsport                           | Robby Foley Patrick Gallagher (en)     | BMW S58B30T0 3,0 L i6 M TwinPower Turbo | 168   | + 17 s 228         |
| 9   | GTD     | 78 | Forte Racing Powered by US RaceTronics (en) | Misha Goikhberg Loris Spinelli (pl)    | Lamborghini Huracán GT3 Evo 2           | 168   | + 19 s 880         |
| 9   | GTD     | 78 | Forte Racing Powered by US RaceTronics (en) | Misha Goikhberg Loris Spinelli (pl)    | Lamborghini 5,2 L V10 Atmo              | 168   | + 19 s 880         |
| 10  | GTD     | 66 | Gradient Racing                             | Katherine Legge Sheena Monk            | Acura NSX GT3 Evo22                     | 168   | + 25 s 336         |
| 10  | GTD     | 66 | Gradient Racing                             | Katherine Legge Sheena Monk            | Acura 3,5 L V6 Turbo                    | 168   | + 25 s 336         |
| 11  | GTD     | 80 | AO Racing Team                              | P.J. Hyett (en) Sebastian Priaulx (en) | Porsche 911 GT3 R                       | 168   | + 25 s 893         |
| 11  | GTD     | 80 | AO Racing Team                              | P.J. Hyett (en) Sebastian Priaulx (en) | Porsche 4,2 L Flat Six Atmo             | 168   | + 25 s 893         |
| 12  | GTD Pro | 79 | WeatherTech Racing                          | Jules Gounon Daniel Juncadella         | Mercedes-AMG GT3 Evo                    | 168   | + 26 s 841         |
| 12  | GTD Pro | 79 | WeatherTech Racing                          | Jules Gounon Daniel Juncadella         | Mercedes-Benz M159 6,2 L V8 Atmo        | 168   | + 26 s 841         |
| 13  | GTD     | 1  | Paul Miller Racing                          | Bryan Sellers Madison Snow             | BMW M4 GT3                              | 168   | + 30 s 943         |
| 13  | GTD     | 1  | Paul Miller Racing                          | Bryan Sellers Madison Snow             | BMW S58B30T0 3,0 L i6 M TwinPower Turbo | 168   | + 30 s 943         |
| 14  | GTD     | 57 | Winward Racing                              | Russell Ward (en) Philip Ellis         | Mercedes-AMG GT3 Evo                    | 168   | + 37 s 213         |
| 14  | GTD     | 57 | Winward Racing                              | Russell Ward (en) Philip Ellis         | Mercedes-Benz M159 6,2 L V8 Atmo        | 168   | + 37 s 213         |
| 15  | GTD     | 32 | Team Korthoff Motorsports                   | Mikaël Grenier Mike Skeen (en)         | Mercedes-AMG GT3 Evo                    | 168   | +38.011            |
| 15  | GTD     | 32 | Team Korthoff Motorsports                   | Mikaël Grenier Mike Skeen (en)         | Mercedes-Benz M159 6,2 L V8 Atmo        | 168   | +38.011            |
| 16  | GTD     | 97 | Turner Motorsport                           | Bill Auberlen Chandler Hull            | BMW M4 GT3                              | 167   | +1 lap             |
| 16  | GTD     | 97 | Turner Motorsport                           | Bill Auberlen Chandler Hull            | BMW S58B30T0 3,0 L i6 M TwinPower Turbo | 167   | +1 lap             |
| 17  | GTD     | 12 | Vasser Sullivan                             | Frankie Montecalvo Aaron Telitz        | Lexus RC F GT3                          | 166   | +2 Lqps            |
| 17  | GTD     | 12 | Vasser Sullivan                             | Frankie Montecalvo Aaron Telitz        | Toyota 2UR 5,0 L V8 Atmo                | 166   | +2 Lqps            |
| 18  | GTD     | 70 | Inception Racing                            | Brendan Iribe Frederik Schandorff      | McLaren 720S GT3 Evo                    | 102   | Sortie de piste    |
| 18  | GTD     | 70 | Inception Racing                            | Brendan Iribe Frederik Schandorff      | McLaren M840T 4,0 l V8 Bi-Turbo         | 102   | Sortie de piste    |
| 19  | GTD     | 91 | Kellymoss avec Riley                        | Kay van Berlo Alan Metni (en)          | Porsche 911 GT3 R                       | 46    |                    |
| 19  | GTD     | 91 | Kellymoss avec Riley                        | Kay van Berlo Alan Metni (en)          | Porsche 4,2 L Flat Six Atmo             | 46    |                    |
| 20  | GTD     | 94 | Andretti Autosport                          | Jarett Andretti (en) Gabby Chaves      | Aston Martin Vantage AMR GT3            | 41    |                    |
| 20  | GTD     | 94 | Andretti Autosport                          | Jarett Andretti (en) Gabby Chaves      | Aston Martin 4,0 L V8 Turbo             | 41    |                    |

## Pole position et record du tour
- Pole position :  Ross Gunn (en) (#23 Heart of Racing Team) en 50 s 593
- Meilleur tour en course :  Alex Riberas (#23 Heart of Racing Team) en 51 s 725

## Tours en tête
- no 23 Aston Martin Vantage AMR GT3 - Heart of Racing Team :  149 tours (1-31 / 48-93 / 106-168)[2]
- no 3 Chevrolet Corvette C8.R GTD - Corvette Racing :  1 tour (32)
- no 9 Porsche 911 GT3 R - Pfaff Motorsports :  4 tours (33-44 / 94-95)
- no 32 Mercedes-AMG GT3 Evo - Team Korthoff Motorsports :  4 tours (45 / 98-100)
- no 78 Lamborghini Huracán GT3 Evo 2 - Forte Racing Powered by US RaceTronics (en) :  2 tours (46-47)
- no 96 BMW M4 GT3 - Turner Motorsport :  4 tours (46-47 / 96-97)
- no 97 BMW M4 GT3 - Turner Motorsport :  4 tours (101-105)

## À noter
- Longueur du circuit : 1,474 miles
- Distance parcourue par les vainqueurs : 247,632 miles